# 灣仔 (西貢)

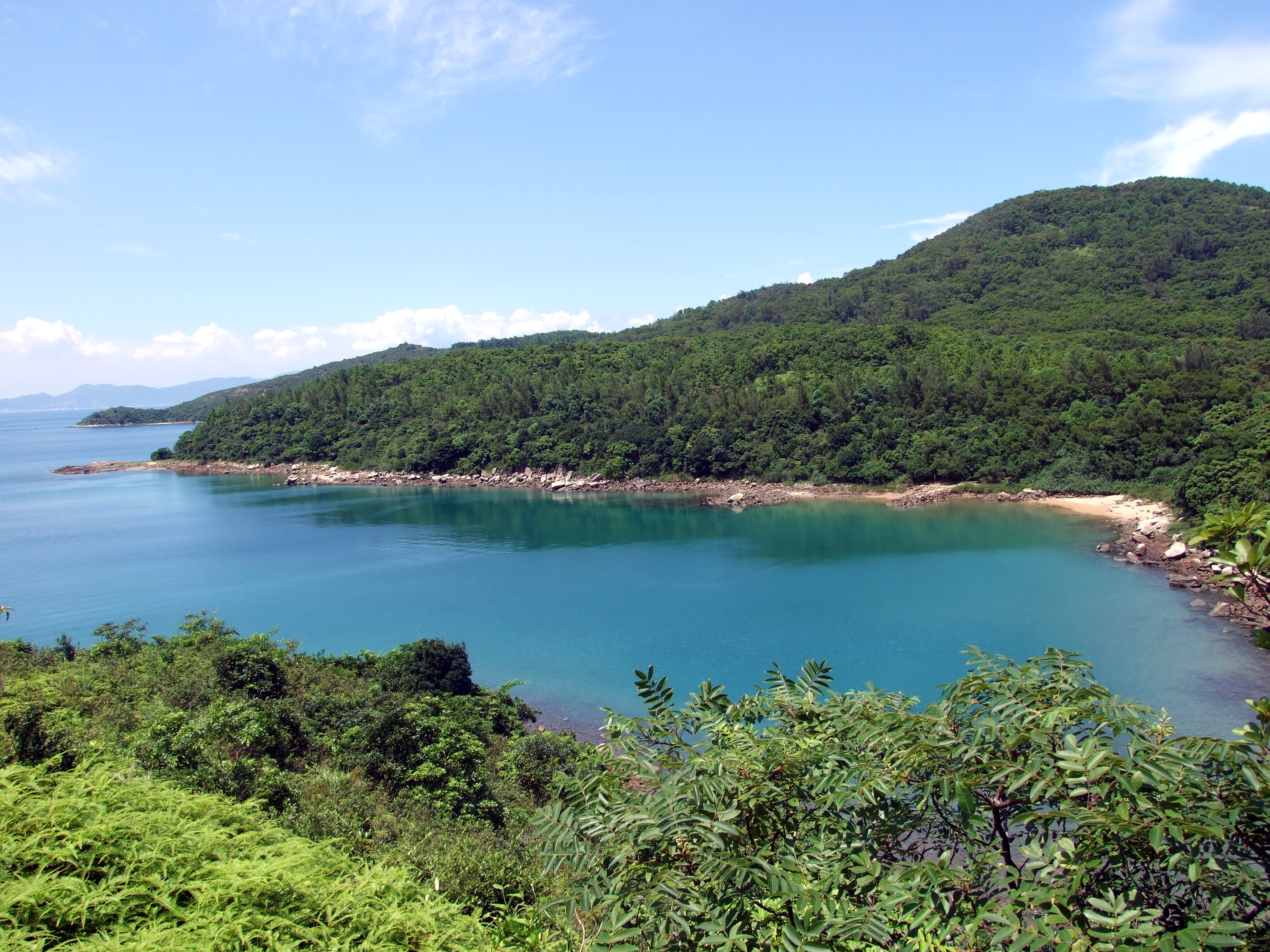
灣仔半島西面

灣仔（英語：Wan Tsai；亦稱灣仔半島或南風半島）是香港一個位於西貢半島北部，大灘海和海下灣之間的一個半島。灣仔與西貢半島於攔路坳相連。攔路坳是一個位於南風灣（White Cove）和海下灣之間的狹窄山坳。半島主要由大嶺墩（Golliath Hill）組成，東端是灣仔排，南端是南風角（Scott Point），西端是三抱石，北端是棺材角（Ocean Point）。從灣仔東望，可見高流灣咀（今英文名為Ko Lau Wan Tsui；在1928年香港繪製地圖中稱為Boulder Point）、塔門口、塔門、赤洲口、赤洲；南望大灘海；西望海下灣、串螺角咀（Tide Pole Point）、銀洲和磨洲；北望則是大赤門。大灘海近謝屋、林屋及巫屋的海灣稱為蛋家灣。
灣仔本來是一個採泥區。因為採泥工程完成，政府於1996年把它納入西貢西郊野公園（灣仔擴建部份），並進行綠化工程，半島上有很多專為露營人士而設的設施。
香港童軍總會在1999年年末曾在這裏舉辦一星期的露營，慶祝2000年的來臨。及後於2001年也在這裏舉辦露營慶祝香港童軍總會成立90周年。

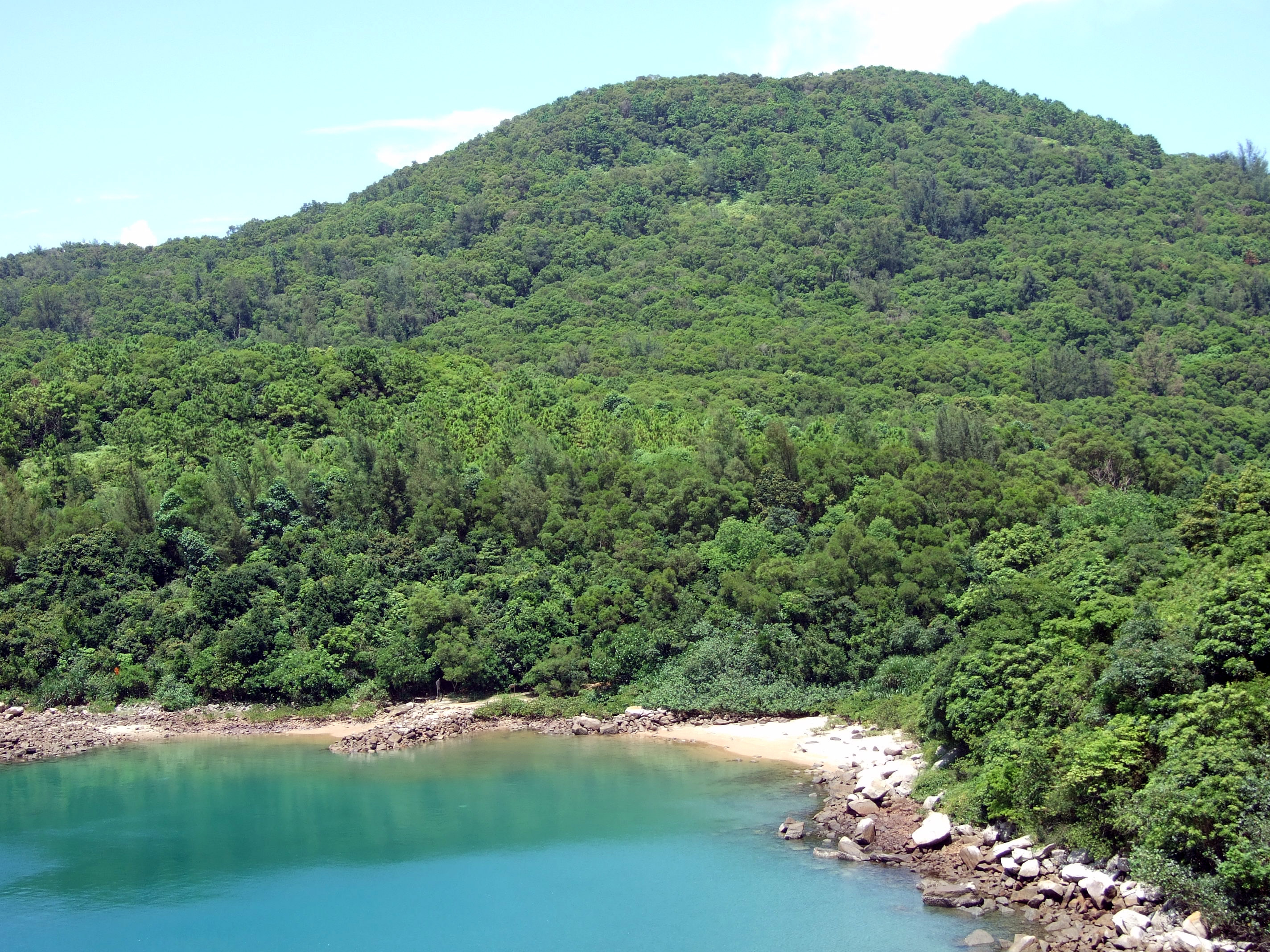
大嶺墩
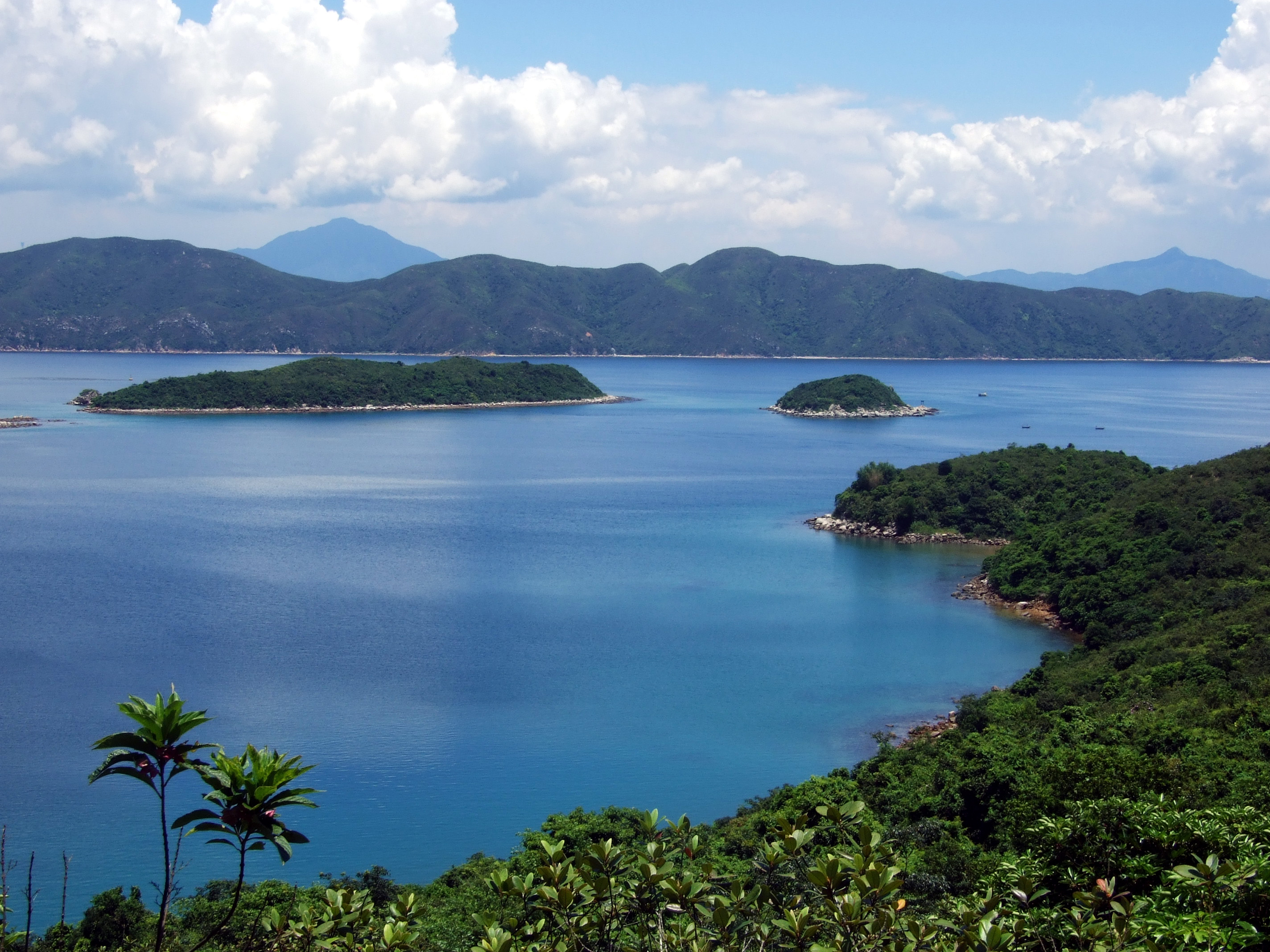
半島西北端的三抱石，前方小島是磨洲及較大的銀洲
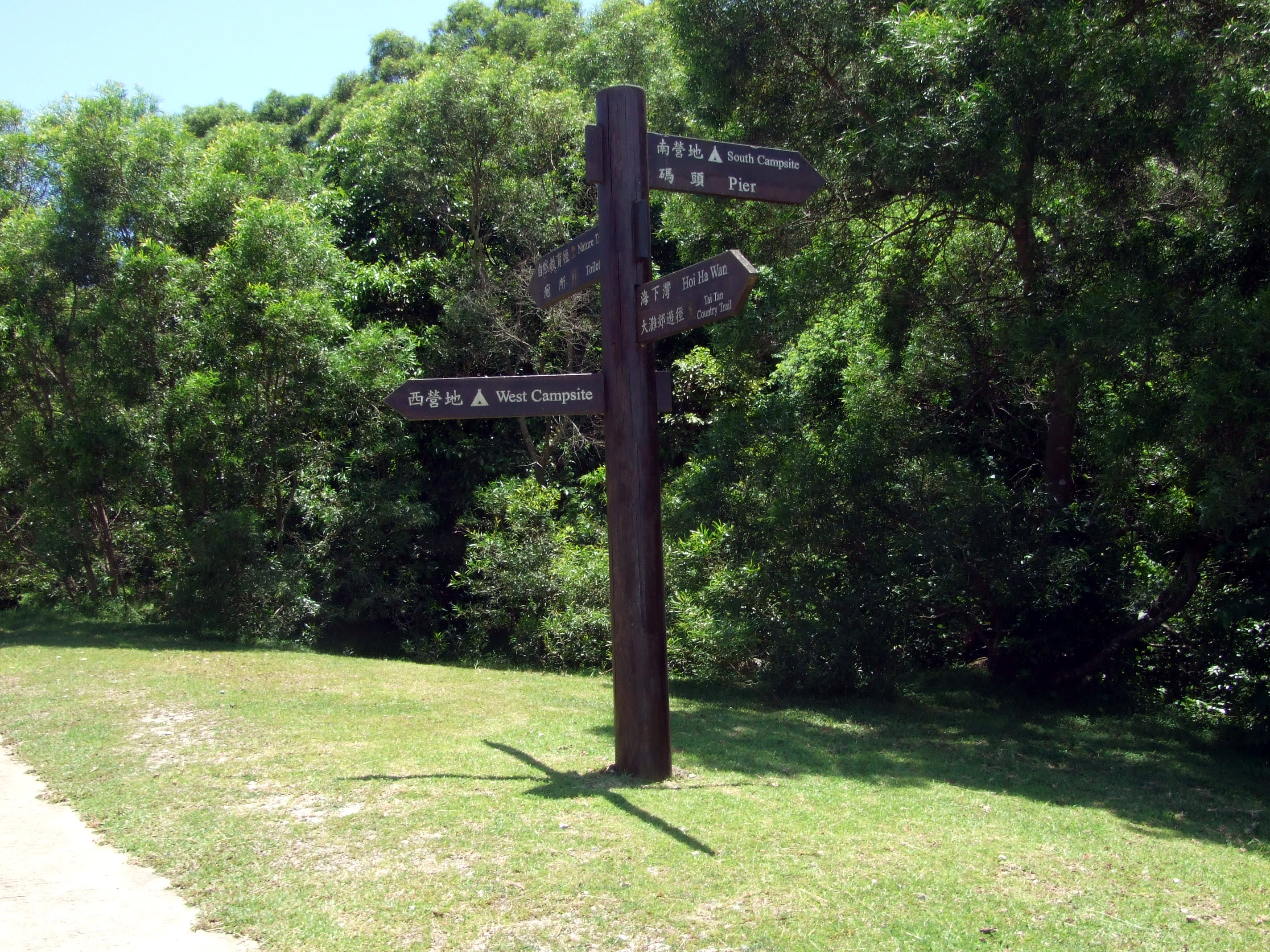
攔路坳的路標
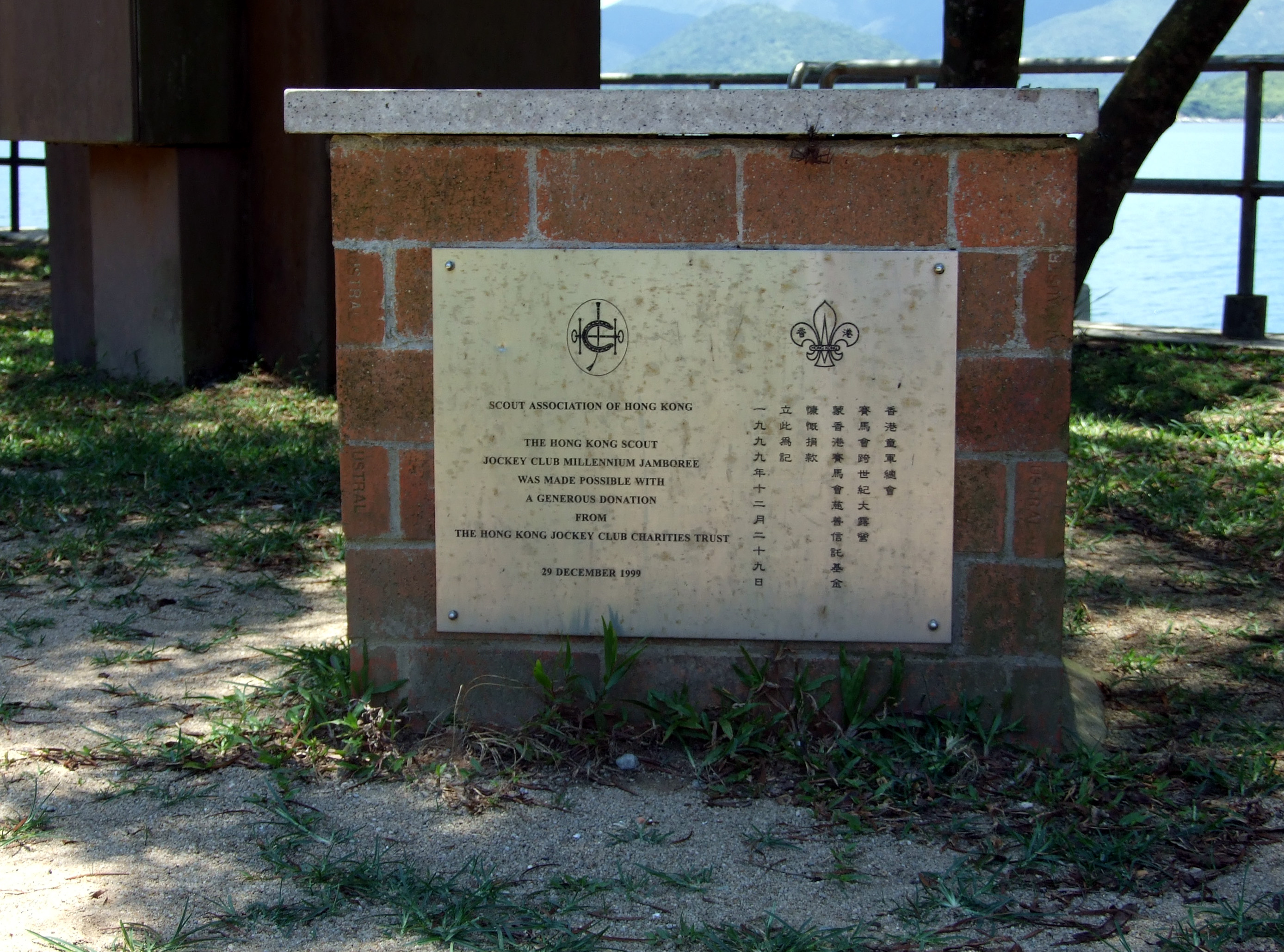
香港童軍總會「賽馬會跨世紀大露營」紀念牌
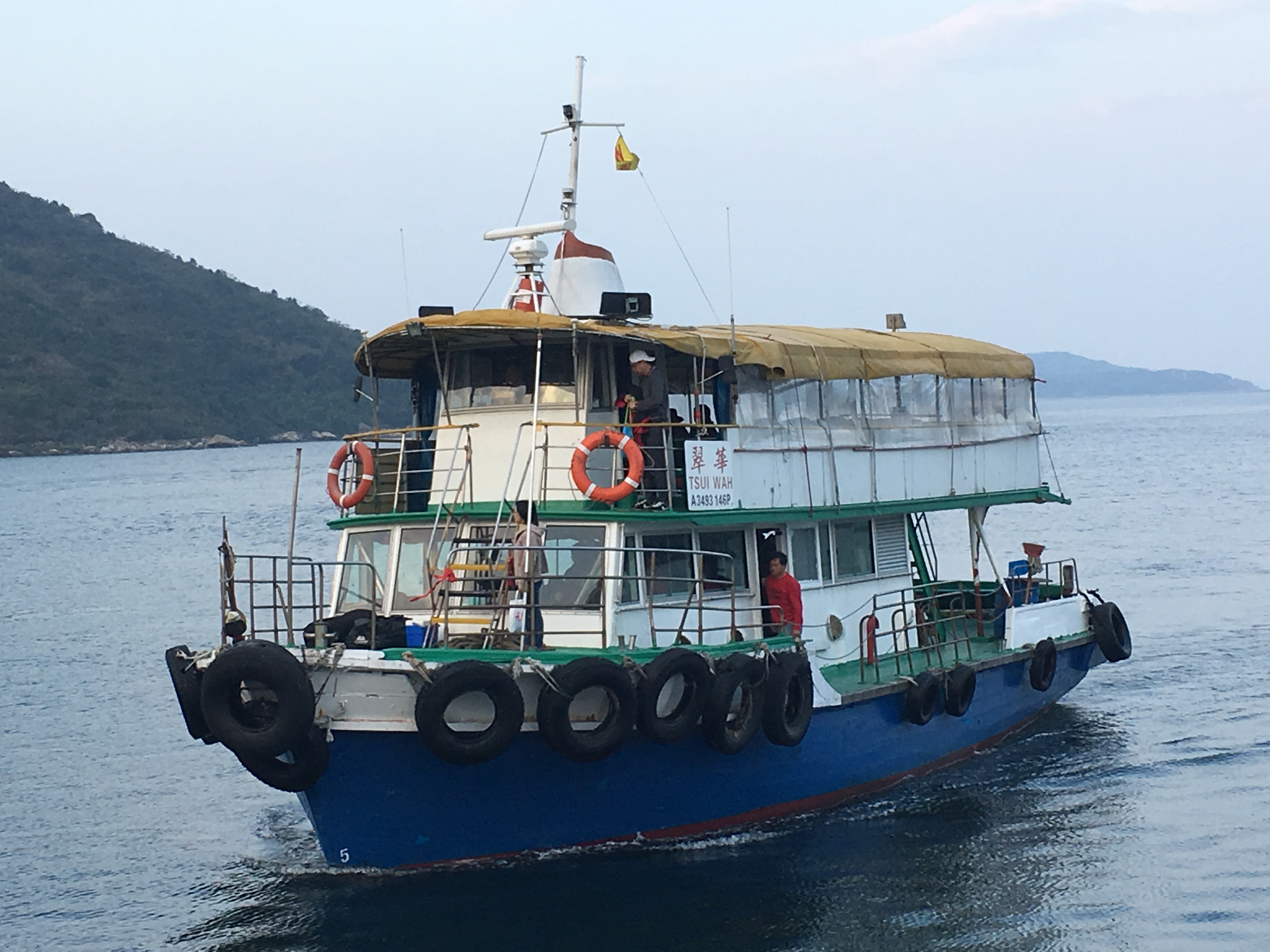
黃石碼頭至灣仔、赤徑街渡（普通渡輪）
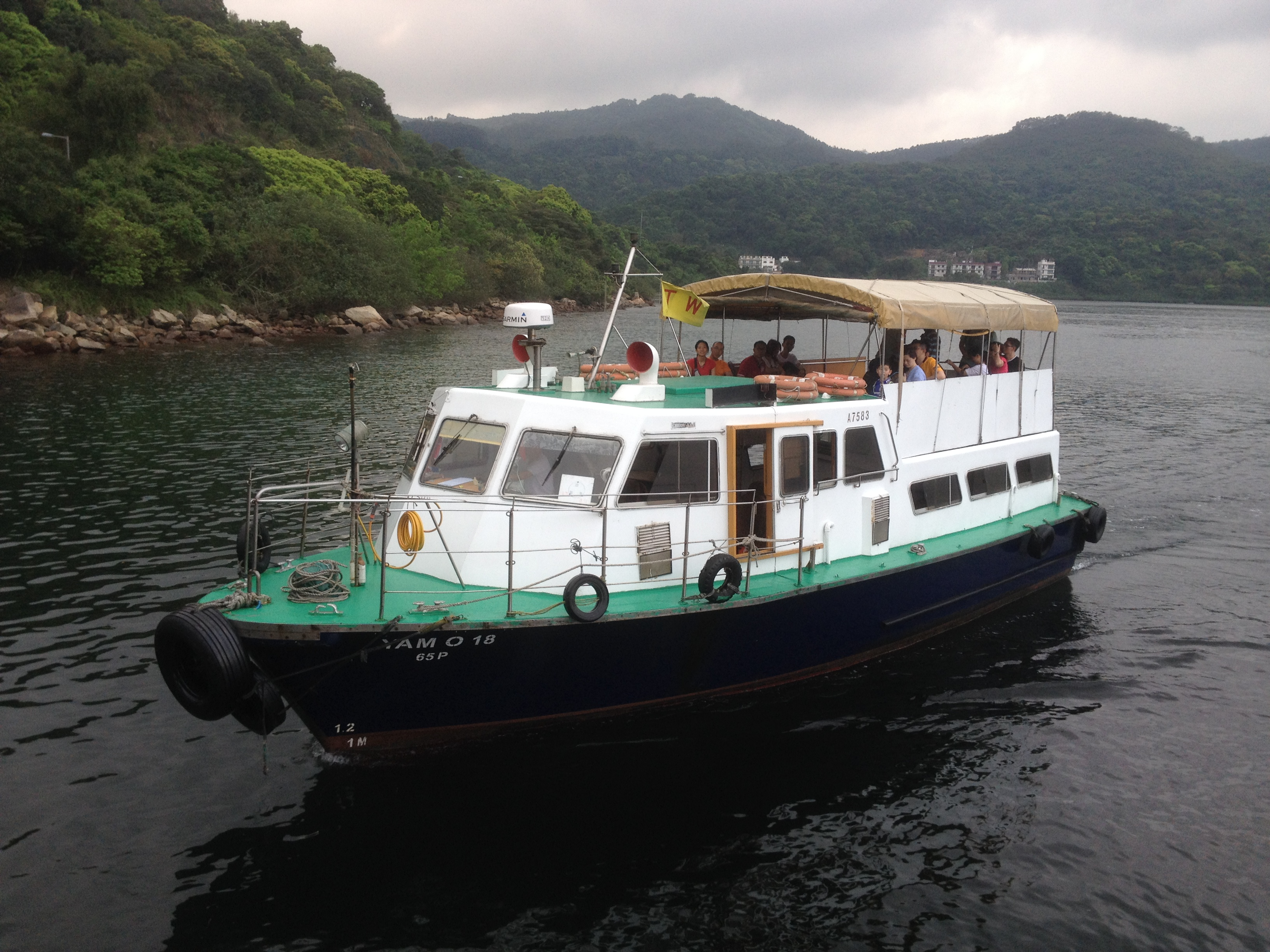
黃石碼頭至灣仔、赤徑街渡（高速渡輪）

## 行政區劃
灣仔雖近西貢半島，但行政區劃上屬於大埔區。不劃入西貢區的原因是以前往西貢十四鄉的西沙公路並未通車，和未有標準道路開往北潭坳、黃石碼頭等地區。而且西貢地區的鄉村如深涌、荔枝莊、榕樹澳，和島嶼赤洲等都依賴街渡、渡輪往來馬料水和大埔滘。

## 交通
- 可在黃石碼頭乘搭街渡前往；
- 可於西貢碼頭乘搭專線小巴7號線前往海下灣，再步行約20分鐘至半小時。

## 外部連結
- Hong Kong Hiking Web: 棺材角半島 (西貢西灣仔擴建部份) （页面存档备份，存于）